# Luigi Giraldini
Luigi Giraldini detto Maremmanino (Piombino, 26 febbraio 1812 – ...) è stato un fantino italiano, vincitore del Palio di Siena nel 1832.

## Carriera
Presente al Palio in 14 occasioni, esordì con la Contrada di Valdimontone il 2 luglio 1830. Vinse la sua unica "carriera" in Piazza del Campo il 2 luglio 1832 nell'Istrice.
Venne squalificato a vita dopo il Palio del 2 luglio 1838 corso nella Pantera, a 20 anni esatti dalla squalifica a vita del fantino "Gobbo" Chiarini. Come riportano le cronache dell'epoca: «La Tartuca che aveva un buon cavallo appena data la mossa fu trattenuta dalla Civetta, e quindi per una girata intiera dalla Pantera, il fantino della quale detto Gigetto, o Maremmanino aspettò quelli che correvano, e si mise fra i primi per imbrogliare, onde fermato il Palio ebbe delle percosse da alcuni di diverse Contrade.»
Dopo aver fatto cadere il fantino tartuchino, Maremmanino venne prima portato in ospedale per medicare le percosse ricevute dai contradaioli della Tartuca, e successivamente venne fermato per alcuni giorni in carcere e poi squalificato a vita dal Palio di Siena.

## Presenze al Palio di Siena
Le vittorie sono evidenziate ed indicate in neretto.
| Palio          | Contrada     | Cavallo                     | Note   |
| -------------- | ------------ | --------------------------- | ------ |
| 2 luglio 1830  | Valdimontone | Morello di G.B. della Ciaja | scosso |
| 16 agosto 1830 | Giraffa      | Morello di P. Coppi         | scosso |
| 2 luglio 1832  | Istrice      | Morello di R. Bandini       |        |
| 16 agosto 1832 | Onda         | Baio di A. Bandini          |        |
| 2 luglio 1833  | Tartuca      | Morello di P. Coppi         |        |
| 18 agosto 1833 | Torre        | Morello di A. Felli         |        |
| 2 luglio 1834  | Giraffa      | Morello di D. Bruttini      | scosso |
| 17 agosto 1834 | Oca          | Baio di C. Lippi            |        |
| 2 luglio 1835  | Leocorno     | Morello di C. Cubattoli     |        |
| 17 agosto 1835 | Istrice      | Morello di A. Felli         |        |
| 3 luglio 1836  | Onda         | Morello di G. Soldatini     |        |
| 16 agosto 1836 | Civetta      | Morello di F. Bruttini      |        |
| 16 agosto 1837 | Selva        | Grigio di A. Garuglieri     |        |
| 2 luglio 1838  | Pantera      | Baio di F. Gonzi            |        |